# Schichtel

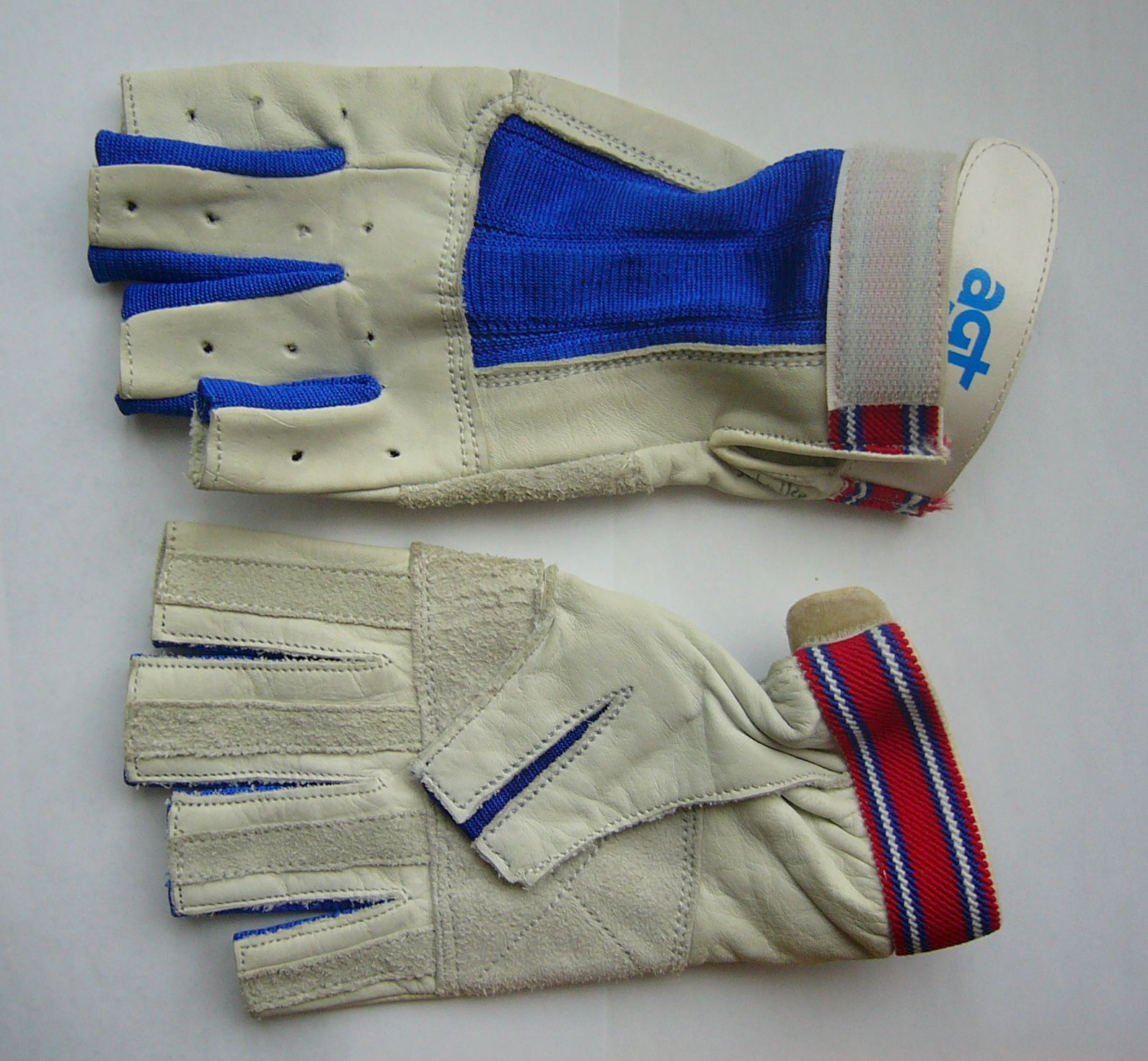
Seglerhandschuhe mit blauen Schichteln an den Fingern

Als Schichtel werden die Verbindungsteile von Ober- und Unterseite eines Handschuhs bezeichnet. Schichtel kommen vor allem an den Fingern zum Einsatz.

## Etymologie
Das Einnähen der Verbindungsstreifen zwischen das Ober- und das Unterteil eines Handschuhs wird von Handschuhmachern als Schichteln (im Sinne von „eine Schicht hinzufügen“) bezeichnet, was zur Bezeichnung Schichtel für diese Verbindungsstücke führte.

## Geschichte und Anwendung
Der Einsatz von Schichteln bei der Handschuhherstellung ist spätestens seit dem 18. Jahrhundert überliefert. Die Schichtel werden zuerst mit den Oberteilen der Handschuhe und danach mit den Unterteilen vernäht. Die Finger erhalten dadurch die gewünschte Form. Um ein Spannen des Handschuhs zwischen den Fingern zu vermeiden, können zusätzlich zu den Schichteln Zwickel eingesetzt werden.
Außer an den Fingern können Schichtel auch an den Außenkanten von Handschuhen sowie an den Stulpen zum Einsatz kommen.